# Prosopocera bipunctata
Prosopocera bipunctata är en skalbaggsart som först beskrevs av Dru Drury 1773.  Prosopocera bipunctata ingår i släktet Prosopocera och familjen långhorningar.
Artens utbredningsområde är:
- Benin.
- Ghana.
- Nigeria.
- Sierra Leone.
- Togo.

Inga underarter finns listade i Catalogue of Life.